# Jana Putrle Srdić
Jana Putrle Srdić (* 1975 in Ljubljana, SFRJ) ist eine slowenische Lyrikerin, Übersetzerin und Kunstschaffende.

## Leben und Werk
Während sie in ihren ersten beiden Gedichtbänden Kutine (2003; Quitten) und Lahko se zgodi karkoli (2007; Alles kann passieren) eher Alltagsphänomene beobachtete und sezierte, vollzog sie mit To noč bodo hrošči prilezli iz zemlje (2014, dt. Übersetzung Diese Nacht kommen Käfer aus der Erde gekrochen) einen thematischen Paradigmenwechsel. Hier beschränkt sie sich nicht mehr auf die subjektive Perspektive des lyrischen Subjekts, sondern verflechtet Themen wie Natur, Kultur, Biotechnologie, Ethik und Kybernetik miteinander. Diesem Stil blieb sie auch in Oko očesu vrana (2020, Das Auge ist dem Auge Krähe) treu. Für beide Bände wurde sie für den renommierten Jenko-Preis nominiert. Ausgangspunkt dieser Poesie ist die Entfremdung und Vervielfältigung des Subjekts in der modernen, technisierten Gesellschaft. Ihre Poesie weist ebenfalls einen deutlichen intermedialen Charakter auf; so wirkte sie auch an verschiedenen intermedialen Inszenierungen ihrer Poesie mit.
Mit Intermedialität setzt sich Putrle Srdić auch innerhalb ihrer außerliterarischen Tätigkeiten auseinander. So ist sie in der Galerie Kapelica in Ljubljana tätig, die Projekten rund um künstlerische Forschung ein Forum bietet. Außerdem wirkt sie im Laboratorium BioTehna, das sich mit der künstlerischen Forschung lebender Systeme beschäftigt.
Putrle Srdić übersetzt Lyrik aus dem Englischen, Russischen und Serbischen und verfasst gelegentlich Essays. Sie lebt in Ljubljana.

## Publikationen

### Lyrik
- Kutine. Ljubljana, 2003.
- Lahko se zgodi karkoli. Ljubljana, 2007.
- To noč bodo hrošči prilezli iz zemlje. Ljubljana, 2014.
  - dt. Übersetzung: In dieser Nacht kommen Käfer aus der Erde gekrochen. Aus dem Slowenischen von Daniela Kocmut. Ljubljana, 2019.
- Oko očesu vrana. Ljubljana, 2020.

### Übersetzungen
- Ana Ristović: Življenje na razglednici. Ljubljana, 2005.
- Robert Hass: Pesmi, da bi preživeli poletje. Ljubljana, 2006.
- Sapphire: Pusti luči prižgane. Ljubljana, 2008.